# Пальчик (Мінська область)
Пальчик (біл. вёска Пальчик) — село в складі Червенського району Мінської області, Білорусь. Село підпорядковане Червенській сільській раді, розташоване в центральній частині області.